# Антоні Деруан
Антоні Деруан (фр. Anthony Deroin, нар. 15 березня 1979, Кан) — французький футболіст, що грав на позиції півзахисника за клуб «Кан».

## Ігрова кар'єра
У дорослому футболі дебютував 1997 року виступами за команду «Кан» з однойменного рідного міста, кольори якої і захищав протягом усієї своєї кар'єри гравця, що тривала шістнадцять років. 
Починав грати на рівні Ліги 2, в сезоні 2003/04 допоміг команді виграти цей турнір і в сезоні 2004/05 дебютував в іграх елітного дивізіону французької першості. Протягом решти років ігрової кар'єри Деруана «Кан» двічі вибував до другого дивізіону і ще двічі повертався до еліти. Загалом на момент завершення кар'єри у 2012 році гравець мав в активі п'ять сезонів у Лізі 1.